# سونغ سيون مي
سونغ سيون مي (هانغل: 송선미) هي ممثلة كورية جنوبية. ولدت في 13 سبتمبر 1974 في بوسان، كوريا الجنوبية.

## وصلات خارجية
- سونغ سيون مي على موقع IMDb (الإنجليزية)
- سونغ سيون مي على موقع قاعدة بيانات الفيلم (الإنجليزية)